# آلة كاج (دشت سر)
آلة کاج (بالفارسية: اله‌کاج) هي قرية تقع في إيران في قسم دشت سر الريفي. يقدر عدد سكانها بـ 98 نسمة بحسب إحصاء 2016.